# Hermann von Eichhorn
Hermann von Eichhorn, nemški feldmaršal, * 13. februar 1848, Breslau, † 30. julij 1918, Kijev, Ukrajina.
Med prvo svetovno vojno je bil med letoma 1915 in 1918 poveljnik 10. armade in med letoma 1916 in 1918 poveljnik armadni skupini.
V Kijevu so ga ubili ruski revolucionarji.